# Týřovice (Hřebečníky)
Týřovice jsou vesnice, část obce Hřebečníky v okrese Rakovník ve Středočeském kraji. Nalézá se devět kilometrů jihozápadně od Křivoklátu, na levém břehu Berounky proti zřícenině hradu Týřov. Jde o jednu z důležitých lokalit Barrandienu s významnými paleontologickými nálezy z období starších prvohor (stejně jako nedaleké Skryje).

## Historie
První písemná zmínka o vesnici pochází z roku 1460.

## Obyvatelstvo
| Rok            | 1869 | 1880 | 1890 | 1900 | 1910 | 1921 | 1930 | 1950 | 1961 | 1970 | 1980 | 1991 | 2001 | 2011 | 2021 |
| -------------- | ---- | ---- | ---- | ---- | ---- | ---- | ---- | ---- | ---- | ---- | ---- | ---- | ---- | ---- | ---- |
| Počet obyvatel | 227  | 226  | 212  | 174  | 186  | 183  | 164  | 81   | 86   | 68   | 54   | 51   | 39   | 38   | 48   |
| Počet domů     | 33   | 33   | 33   | 36   | 33   | 35   | 35   | 40   | 40   | 28   | 20   | 41   | 40   | 40   | 42   |

## Obecní správa
Při sčítání lidu v letech 1850–1960 Týřovice byly samostatnou obcí v okrese Rakovník. Od 12. června 1960 jsou částí obce Hřebečníky v okrese Rakovník.

## Pamětihodnosti
- Přírodní památka Skryjsko-týřovické kambrium
- Usedlost čp. 22
- Sýpka u čp. 6